# Осада крепости Фусими
Осада Фусими — битва, предшествовавшая битве при Сэкигахаре 1600 года, в которой решилась дальнейшая судьба Японии.

## Предыстория
После смерти Тоётоми Хидэёси и Маэды Тосииэ глава совета старейшин, предназначенного для управления страной до совершеннолетия наследника Хидэёри, Токугава Иэясу изгнал из правительства главу совета управляющих Исиду Мицунари, передал эту должность Масите Нагамори и начал подготовку к войне с другим членом правительства — Уэсуги Кагэкацу.
По пути в Айдзу, владение Уэсуги, Иэясу оставил в захваченной им же год назад крепости Фусими 1800 человек во главе с Тории Мототадой. После его отбытия Исида Мицунари привёл войска в крепость Осаку и, вместе с многими даймё, в том числе Мори Тэрумото, Укитой Хидэиэ и Отани Ёсицугу, объявил о низложении Иэясу.
Тории Мототада, оставленный в крепости, на это никак не отреагировал и прогнал отряды Симадзу Ёсихиро, прибывших для защиты Фусими. Этот инцидент вынудил Симадзу перейти на сторону Мицунари. После этого союзник Исиды Киносита Кацутоси попытался вынудить Мототаду сдать крепость, но безуспешно.

## Осада
18 июля 1600 года Укита Хидэиэ, Кобаякава Хидэаки, Отани Ёсицугу, Мори Хидэмото, Киккава Хироиэ, Кониси Юкинага, Симадзу Ёсихиро, Тёсокабэ Моритика, Набэсима Кацусигэ, Нацука Масаиэ и другие во главе 40 тысяч человек начали осаду Фусими.
1 августа крепость Фусими пала, а голова Тории Мототады была преподнесена генералам Западной армии.

## Последствия
Защитники крепости задержали основные войска коалиции на 13 дней, за которые Иэясу смог развернуть часть своих войск и вернуться на запад. Коалиция была разгромлена в битве при Сэкигахаре, а Исида Мицунари — казнён.